# Xinjiang Central Asia Petroleum and Gas Company
Xinjiang Central Asia Petroleum and Gas Company (aka CAPEIC) är ett kinesiskt företag som utvinner flytande resurser från jordskorpan. I januari 2023 slöt företaget ett treårigt investeringsavtal på 540 miljoner dollar med Afghanistans talibanregering för utvinning vid Amu Darya, ett område som utgör en naturlig gräns mellan Afghanistan, Turkmenistan, Tadzjikistan och Uzbekistan.